# L'Ancien Testament (série télévisée)
Pour l’article homonyme, voir Ancien Testament.
L'Ancien Testament (Greatest Heroes of the Bible) est une série télévisée américaine en treize épisodes de 50 minutes et quatre épisodes de 30 minutes créée par Charles E. Sellier Jr. et James L. Conway et diffusée entre le 19 novembre 1978 et le 22 mai 1979 sur le réseau NBC.

## Synopsis
Les grands événements tirés de la Bible à travers quinze histoires.

## Distribution
- Victor Jory : Narrateur de la série
- Peter Mark Richman : Roi Bera
- John Marley : Moïse
- Lew Ayres : Noé
- Robert Alda : Vizir
- Lloyd Bochner : Imhotep
- Gene Barry : Abraham
- Joseph Campanella : Pharaon
- Ed Lauter : Ularat
- Anne Francis : Zipporah
- Frank Gorshin : Ocran
- Ron Rifkin : Beseleel
- John Beck : Samson
- Sam Bottoms : Joseph
- Ted Cassidy : Goliath
- Don Most : Daniel
- Victoria Principal : Reine Esther
- Jeff Corey : Saul
- Noah Beery Jr. : Mordechai
- Andrew Duggan : Roi Herabol
- Hans Conried : Roi Nabuchodonosor II
- Dorothy Malone : Nagar
- John Dehner : Debuknar
- Michael Ansara : Haman
- Beverly Garland : Sarah
- David Hedison : Ashpenaz
- Bernie Kopell : Potiphar
- John Schuck : Jair
- Ross Martin : Zingar
- Hugh O'Brian : Abner
- Daniel J. Travanti : Shammah
- Vic Morrow : Arioch
- Anson Williams : Nabar
- David Birney : Daniel
- John Carradine : Roi David
- Robert Culp : Josué
- Tyne Daly : Abishag
- Cameron Mitchell : Assurabi
- John Saxon : Adonijah
- Dean Stockwell : Hissar
- Robert Vaughn : Darius
- Richard Basehart : Johtan
- Dana Elcar : Ranol
- June Lockhart : Rebekah
- Erin Moran : Tova
- Tanya Roberts : Bachemath

## Épisodes
1. David et Goliath (David and Goliath)
2. Samson et Dalila (Samson and Delilah)
3. Le Déluge, première partie (The Story of Noah, part one)
4. Josué à Jéricho (Joshua and the Battle of Jericho)
5. Moïse, première partie (The Story of Moses, part one)
6. Le Déluge, seconde partie (The Story of Noah, part two)
7. Salomon (The Judgment of Solomon)
8. Moïse, seconde partie (The Story of Moses, part two)
9. Daniel dans la grotte aux lions (Daniel in the Lion's Den)
10. Joseph en Égypte (Joseph in Egypt)
11. Daniel et Nabuchodonosor (Daniel and Nebuchadnezzar)
12. L'Histoire d'Esther (The Story of Esther)
13. L'Histoire de Jacob (Jacob's Challenge)
14. Les Dix Commandements (The Ten Commandments)
15. La Tour de Babel (The Tower of Babel)
16. Abraham (Abraham's Sacrifice)
17. Sodome et Gomorrhe (Sodom and Gomorrah)

## DVD
L'intégrale de la série est sortie en coffret 5 DVD chez Elephant Films en version originale sous-titrée et en français.